# Magnus Lindberg
Magnus Gustaf Adolf Lindberg (Helsinki, 27 giugno 1958) è un compositore finlandese contemporaneo.

## La vita
Magnus Lindberg ha studiato presso la Sibelius Academy di Helsinki  sotto la guida di Einojuhani Rautavaara e Paavo Heininen, diplomandosi nel 1981. In seguito si è perfezionato all'Accademia Chigiana di Siena con Franco Donatoni, ai Ferienkurse di Darmstadt con Brian Ferneyhough, ed inoltre con Vinko Globokar e Gérard Grisey a Parigi, città nella quale ha trascorso la maggior parte del suo tempo negli anni ottanta. 
Lindberg ha ottenuto numerosi premi e riconoscimenti internazionali, tra cui il Prix Italia (1986), l'UNESCO Rostrum nel 1982 e 1986, il Nordic Council Music Prize (1988), il Koussevitsky Prize (1988), il Royal Philharmonic Society Prize (1993), il Wihuri Sibelius Prize (2003). 
È inoltre attivo come docente, tiene spesso stages e seminari di composizione in tutto il mondo. Nel 2003 è stato eletto membro della Royal Swedish Academy of Music a Helsinki. Attivo anche come pianista, ha fondato assieme a Esa-Pekka Salonen l'ensemble Toimii, con cui ha spesso interpretato sue musiche.

## La musica
Compositore prolifico, i suoi lavori utilizzano varie formazioni che vanno dallo strumento solista fino alla grande orchestra sinfonica, senza dimenticare i mezzi messi a disposizione dalle tecnologie più moderne, che sono stati da lui studiati e praticati presso le più importanti istituzioni del settore (studi EMS di Stoccolma, IRCAM di Parigi). 
Le origini della musica di Magnus Lindberg vanno ricercate nel post-serialismo, da cui lo stesso compositore seppe ben presto affrancarsi per inglobare numerose altre esperienze che concorrono a completare l'originalità della sua musica. 
Nei lavori maturi, la sua continua attenzione verso la “texture” musicale non gli impedisce di considerare anche le gestualità (o figure) musicali, cosa che lo differenzia dalla maggior parte dei musicisti “spettrali”, di cui peraltro Lindberg subì altre importanti influenze, specialmente da parte del suo insegnante Gérard Grisey. Ma molte e molto differenziate sono state le influenze da lui stesso ammesse, che vanno dalla musica indiana a Luciano Berio, dal punk rock ai cartoni animati, dalla musica concreta ai romanzi di Bulgakov.

## Opere

### Musica per strumento solo
- Klavierstück per pianoforte (1977)
- Espressione I per violoncello (1978)
- Tre små pianostycken per pianoforte (1978)
- Espressione II per violino (1980)
- Ground per clavicembalo (1983)
- Stroke per violoncello (1984)
- Twine per pianoforte (1988)
- Jeux d'anches per fisarmonica (1990)
- Jubilees per pianoforte (2000)
- Etude for Piano per pianoforte (2001)
- Partita per violoncello (2001)
- Etude II per pianoforte (2004)
- Mano a mano per chitarra (2004)

### Musica da camera
- Musik för två pianon per 2 pianoforti (1976)
- Tre stycken per corno, violino, viola e violoncello (1976)
- Arabesques per quintetto di fiati (1978)
- Layers per 4 strumenti a tastiera (1979)
- Play 1 per 2 pianoforti (1979)
- Quintetto dell'estate per flauto, clarinetto, violino, violoncello e pianoforte (1979)
- Sonatas per violino e pianoforte (1979)
- Ritratto per ensemble (1979-1983)
- ...de Tartuffe, je crois per pianoforte e quartetto d'archi (1981)
- Linea d'ombra per flauto, clarinetto, chitarra e percussioni (1981)
- Action-Situation-Signification per clarinetto basso, pianoforte, percussioni, violoncello e live electronics (1982)
- Tendenza per 21 esecutori (1982)
- Zona per violoncello e ensemble (1983)
- Ablauf per clarinetto e percussioni (1983-1988)
- Metal Work per fisarmonica e percussioni (1984)
- Projekt Faust per voce recitante, clarinetto, grancassa e violoncello (1984)
- UR per ensemble e live electronics (1986)
- Fanfare per fiati e percussioni (1989)
- Moto per violoncello e pianoforte (1988-1990)
- Steamboat Bill Jr. per clarinetto e violoncello (1990)
- Clarinet Quintet per clarinetto e quartetto d'archi (1992)
- Duo Concertante per clarinetto e violoncello (anche versione per clarinetto, violoncello e ensemble) (1992)
- Decorrente per clarinetto, chitarra, vibrafono, pianoforte e violoncello (1992)
- Coyote Blues per grande ensemble (1993)
- Dotz Coyotes per violoncello e pianoforte (1993-2002)
- Kiri per clarinetto, violoncello, percussioni e elettronica (1993)
- Related Rocks per 2 pianoforti, percussioni e elettronica (1997)
- Bubo bubo per grande ensemble (2002)
- Return to Faust per violoncello e pianoforte (2004)
- Ottoni per ensemble di ottoni (2004-2005)

### Musica elettronica
- Etwas zarter per nastro magnetico (1977)
- Ohne Ausdruck per nastro magnetico (1978)

### Musica vocale
- Jag vill breda vingar ut per mezzosoprano e pianoforte (1977-1978)
- Untitled per coro misto (1978)
- Songs from North and South per coro di bambini a cappella (1993)

### Musica orchestrale (con o senza solisti)
- Drama per orchestra (1980-1981)
- Sculpture II per orchestra (1981
- Kraft per orchestra (1983-1985)
- Kinetics per orchestra (1988-1989)
- Joy  per orchestra da camera (1989-1990)
- Marea per orchestra (1989-1990)
- Concerto per pianoforte e orchestra n.1 (1990-1994)
- Corrente per orchestra da camera (1992)
- Corrente II per orchestra (1992)
- Aura (in memoriam Witold Lutoslawki) per orchestra (1993-1994)
- Away per clarinetto e orchestra da camera (1994)
- Zungenstimmen per orchestra da camera (1994)
- Arena per orchestra (1994-1995)
- Engine per orchestra (1994-1995)
- Arena 2 per orchestra (1996)
- Feria per orchestra (1997)
- Fresco per orchestra (1997-1998)
- Cantigas per orchestra (1997-1999)
- Concerto per violoncello e orchestra n. 1 (1997-1999)
- Campana in aria per orchestra (1998)
- Gran duo per orchestra (1999-2000)
- Corrente - China Version per orchestra da camera (2000)
- Jubilees per orchestra da camera (2000-2002)
- Parada per orchestra (2001)
- Concerto per clarinetto e orchestra (2001-2002)
- Bright Cecilia: Variations on a Theme by Purcell per orchestra (2002)
- Chorale per orchestra (2002)
- Concerto for orchestra (2002-2003)
- Counter Phrases for a "film-concert" per orchestra (2002-2003)
- Fanfare per orchestra (2004)
- Tribute per orchestra (2004)
- Sculpture per orchestra (2005)
- Concerto per violino n. 1 (2006)
- Concerto per pianoforte e orchestra n. 2 (2011-2012)
- Concerto per violoncello e orchestra n. 2 (2013)
- Concerto per violino n. 2 (2015), dedicato a Zimmermann
- Agile per orchestra (2017-2018)
- Concerto per pianoforte e orchestra n. 3 (2022), dedicato a Yuja Wang
- Concerto per viola (2023–2024)

### Opere teatrali
- Molière, ou la Cabale des dévots, musiche di scena (1980)
- Faust, opera radiofonica (1985-1986)